# PGC 213149
LEDA/PGC 213149 ist eine Galaxie im Sternbild Perseus am Nordsternhimmel. Sie ist schätzungsweise 196 Millionen Lichtjahre von der Milchstraße entfernt und hat einen Durchmesser von etwa 35.000 Lichtjahren. Vom Sonnensystem aus entfernt sich das Objekt mit einer errechneten Radialgeschwindigkeit von näherungsweise 4.200 Kilometern pro Sekunde.
Nach Lage der Daten bildet sie gemeinsam mit NGC 1164 ein gravitativ gebundenes Galaxienpaar.
Im selben Himmelsareal befinden sich unter anderem die Galaxien PGC 11392, PGC 90654, PGC 2197499, PGC 2206738.